# Čáslav
Čáslav (en allemand : Tschaslau ou Czaslau) est une ville du district de Kutná Hora, dans la région de Bohême-Centrale, en République tchèque. Sa population s'élevait à 10 512 habitants en 2024.

## Géographie
Čáslav se trouve à 10 km à l'est-sud-est de Kutná Hora, à 19 km au sud-est de Kolín, à 32 km au sud-ouest de Pardubice et à 71 km à l'est-sud-est de Prague.
La commune est limitée par Chotusice au nord, par Vlačice, Vrdy et Žleby à l'est, par Drobovice, Tupadly et Žáky au sud, et par Krchleby, Močovice, Třebešice et Církvice à l'ouest.

## Histoire
L'histoire de la ville commence vers l'an 800, avec la fondation d'une citadelle, Hrádek. En 1250, une nouvelle ville est fondée à proximité par Ottokar II de Bohême. En 1421, le parlement de Bohême débat à Čáslav et vote pour le gouvernement hussite. Durant la Guerre de Trente Ans (en 1639 et 1642), la ville est pillée et brûlée par les troupes suédoises.

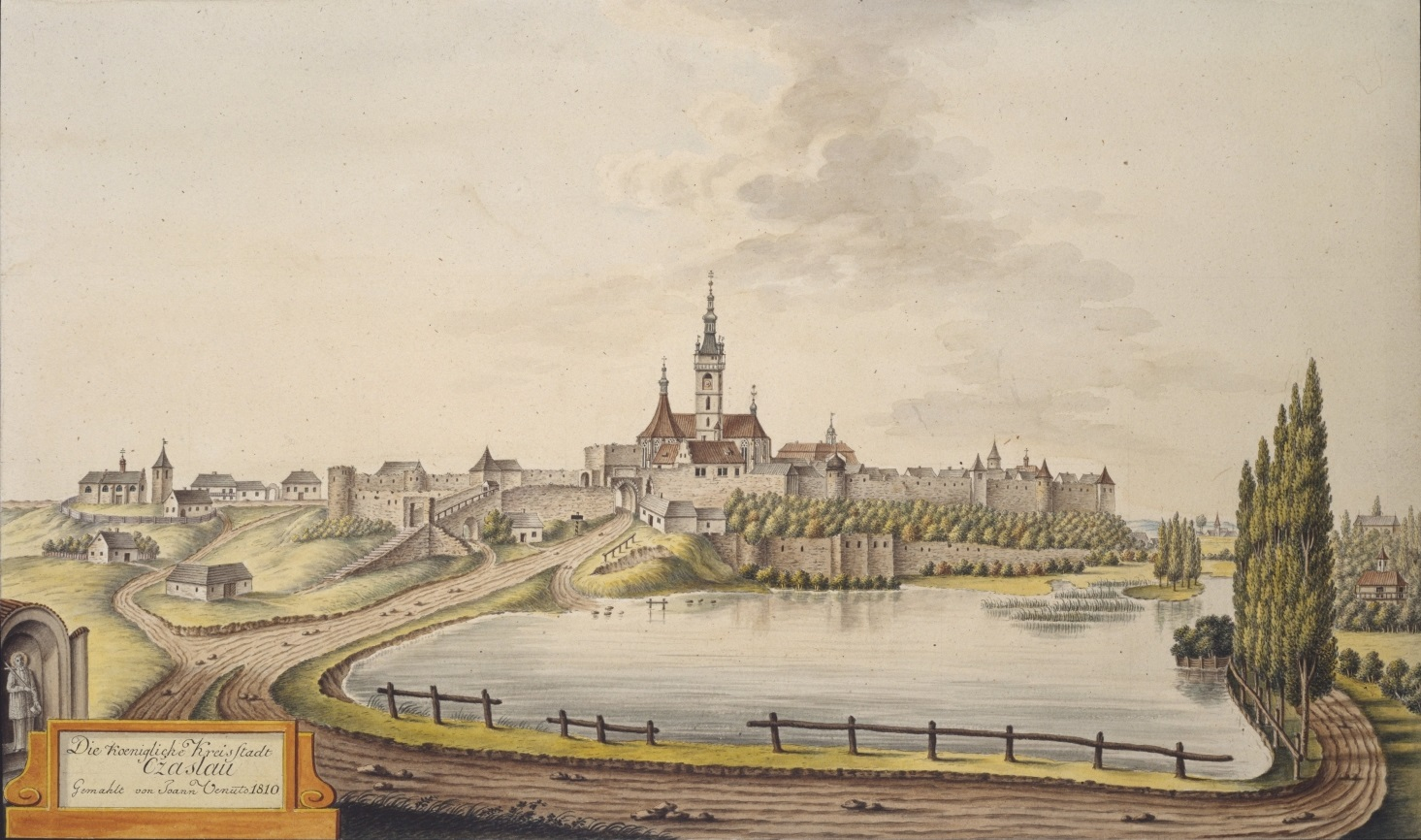
Vue de Čáslav en 1810, par Joann Venuto.

## Patrimoine
- Musée : Čáslav abrite le plus ancien musée de Bohême (fondé en 1864). En 1910, une partie du crâne de Jan Žižka est retrouvé dans une église de la ville.

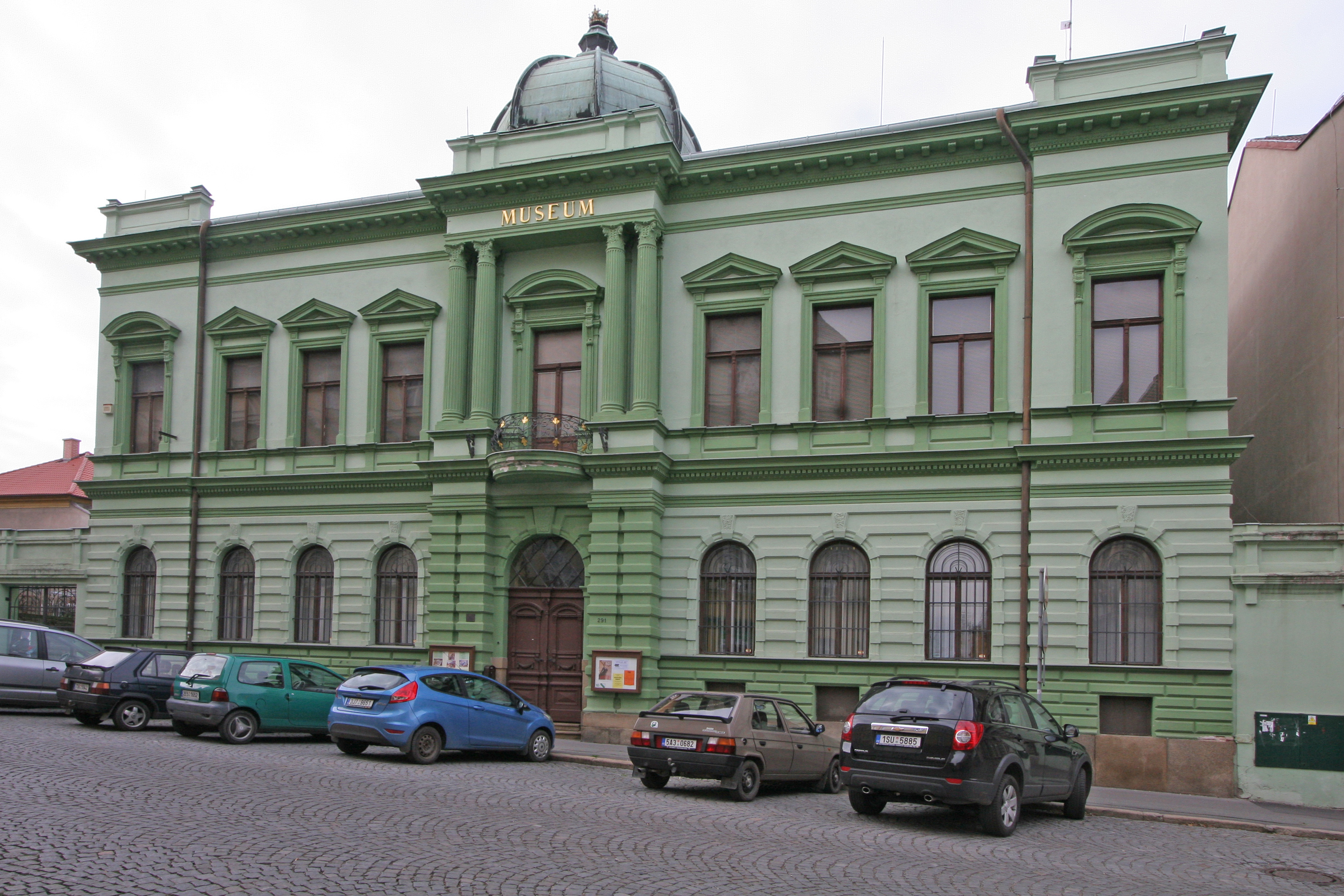
Musée de Čáslav.
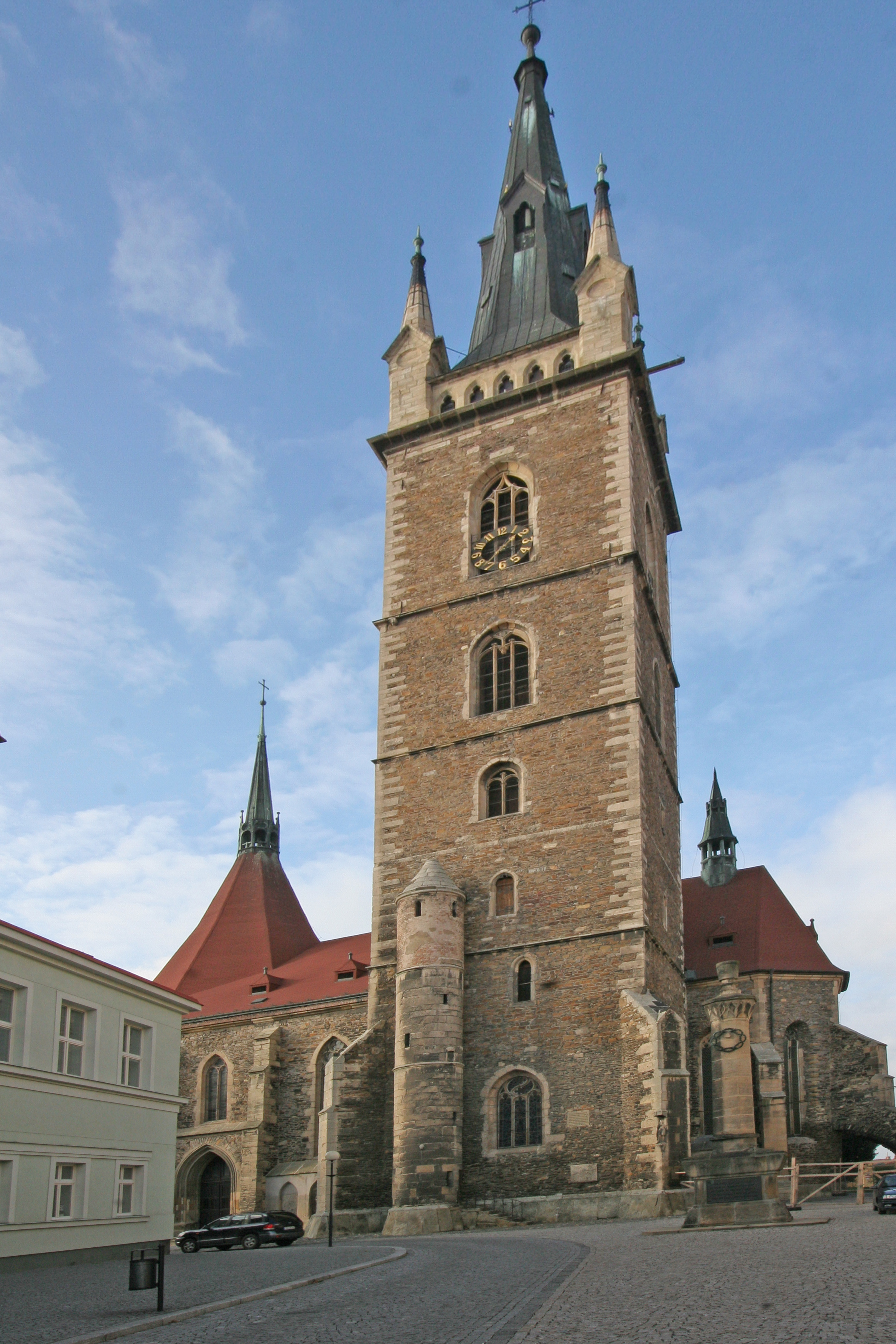
Église Saints-Pierre-et-Paul.

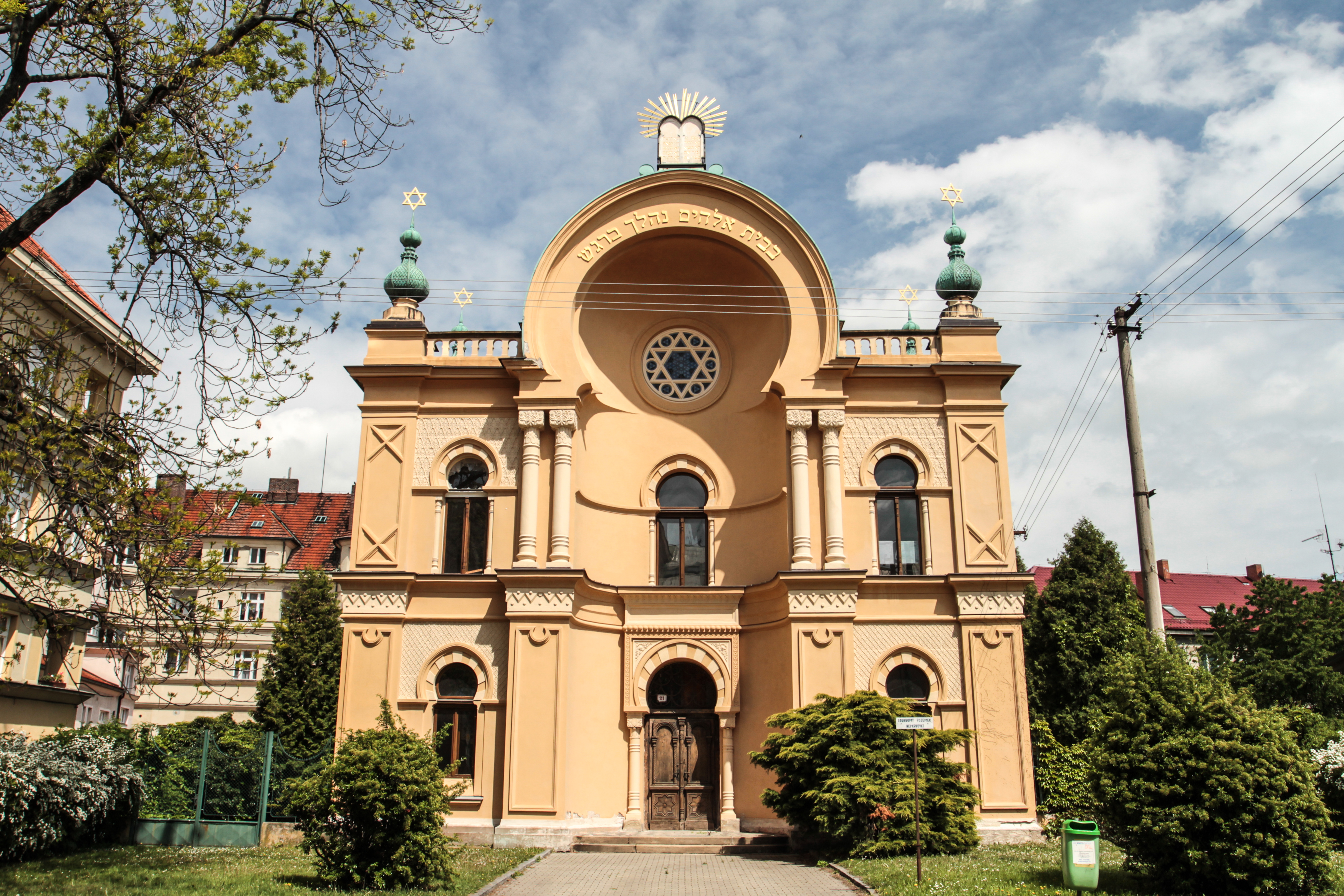
La synagogue de Čáslav.

- Synagogue : construite entre 1899 et 1900 par l'architecte Wilhelm Stiassny dans le style mauresque. Elle est utilisée jusqu'en 1939 par la communauté juive locale, décimée ensuite pendant la Shoah. Après la Seconde Guerre mondiale, le bâtiment est transformé en entrepôt, puis, de 1969 à 1989, en galerie. La même année il est restitué à la communauté juive de Prague et entièrement restauré.

## Population
Recensements (*) ou estimations de la population de la commune dans ses limites actuelles :
| 1869* | 1880* | 1890* | 1900* | 1910* | 1921* | 1930*  |
| ----- | ----- | ----- | ----- | ----- | ----- | ------ |
| 6 312 | 7 178 | 8 396 | 9 174 | 9 318 | 9 460 | 10 635 |

| 1950* | 1961*  | 1970*  | 1980* | 1991*  | 2001* | 2011*  |
| ----- | ------ | ------ | ----- | ------ | ----- | ------ |
| 9 407 | 10 107 | 10 317 | 9 950 | 10 107 | 9 904 | 10 129 |

| 2014   | 2015   | 2016   | 2017   | 2018   | 2019   | 2020   |
| ------ | ------ | ------ | ------ | ------ | ------ | ------ |
| 10 192 | 10 295 | 10 378 | 10 375 | 10 397 | 10 326 | 10 322 |

| 2021   | 2022   | 2023   | 2024   | - | - | - |
| ------ | ------ | ------ | ------ | - | - | - |
| 10 350 | 10 128 | 10 468 | 10 512 | - | - | - |

## Administration
La commune se compose de trois sections :
- Čáslav-Staré Město
- Čáslav-Nové Město
- Filipov

## Base aérienne
Au nord de la ville se trouve une base de la Force aérienne tchèque.

## Personnalités
- Jan Ladislav Dussek (1760-1812), compositeur et pianiste
- Jan Karafiát (1846-1929), pasteur calviniste et auteur de livres pour enfants
- Antonin Chittussi (1847-1891), peintre
- Jiří Mahen (1882-1939), écrivain
- Rudolf Těsnohlídek (1882-1928), écrivain
- František Moravec (1895-1966), militaire
- Stanislav Mach (1906-1975), organiste, compositeur
- Josef Svoboda (1920-2002), scénographe
- Miloš Forman (1932-2018), scénariste et réalisateur
- Antonín Rükl (1932-2016), astronome
- Jarmila Kratochvílová (née en 1951), athlète
- Ludmila Formanová (née en 1974), athlète
- David Jarolím (né en 1979), joueur de football